# Acrobolbus
Acrobolbus là một chi rêu trong họ Acrobolbaceae.